# Paul G. Hoffman
Paul Gray Hoffman, född 26 april 1891, död 8 oktober 1974, var en amerikansk industriman.
Paul Hoffman studerade en kort tid juridik, men tog ingen examen och blev i stället bilförsäljare. Han anställdes 1911 vid Studebakers filial i Los Angeles, blev 1915 försäljningschef och 1917 distrikschef där, köpte 1919 filialen, blev 1925 vice direktör för hela firman Studebaker och 1935 VD. Han spelade även en betydande roll i flera andra företag, bland annat som styrelseordförande i Encyclopædia Britannicaförlaget i Chicago, och blev 1942 ordförande i den amerikanska affärsvärldens efterkrigsplaneringsinstitut. I april 1948 blev Hoffman generaladministratör för Marshallplanen.